# Троицкий сельский округ (Акмолинская область)
Тро́ицкий се́льский окру́г (каз. Троицк ауылдық округі) — административная единица в составе Зерендинского района Акмолинской области Республики Казахстан. Административный центр — село Троицкое.

## География
Сельский округ расположен на юго-западе района, граничит:
- на востоке с Зерендинским сельским округом,
- на юго-востоке и юге с Байтерекским сельским округом,
- на западе с Айыртауским районом Северо-Казахстанской области,
- на севере с Приреченским сельским округом.

Протекает река Чаглинка.

## История
В 1989 году существовал как Ленинский сельсовет (сёла Троицкое, Ермаковка, Новоефремовка, Ульгили, Карсак). Сёла Кеноткель и Кошкарбай находились в составе Зерендинского сельского округа. 
Село Ульгили было передано в Байтерекский сельский округ, затем в 2010 году и село Ермаковка. Село Кошкарбай было включено в состав сельского округа.

## Население
| Численность населения | Численность населения | Численность населения |
| 1989                  | 1999                  | 2009                  |
| --------------------- | --------------------- | --------------------- |
| 2504                  | ↘1792                 | ↘1488                 |

## Состав
В состав сельского округа входят 4 населённых пунктов.
| № | Населённый пункт | Тип населённого пункта       | Население, 1989 | Население, 1999 | Население, 2009 |
| - | ---------------- | ---------------------------- | --------------- | --------------- | --------------- |
| 1 | Ермаковка        | село (передано)              | 449             | 362             | 293             |
| 2 | Карсак           | село                         | 267             | 258             | 196             |
| 3 | Кеноткель        | село (передано)              | -               | 364             | 306             |
| 4 | Кошкарбай        | село (передано)              | -               | -               | -               |
| 5 | Новоефремовка    | село (бывшее)                | 87              | 25              | -               |
| 6 | Троицкое         | село, административный центр | 1 169           | 808             | 693             |
| 7 | Ульгили          | село (передано)              | 532             | -               | -               |

Упразднённые населённые пункты:
- село Новоефремовка было ликвидировано в 2006 году[7].